# Urban Bruun Aaskov
Urban Bruun Aaskov (født 28. april 1742 i Brønshøj, død 31. maj 1806) var en dansk læge og astronom. Blev 1758 student fra Herlufsholm og alumnus 1761 på Borchs Kollegium. Samme år blev han sendt til Trondhjem sammen med Thomas Bugge for at observere Venus' gang forbi Solen.
I 1770 blev han udnævnt til læge på den eskadre, der var bestemt til at rejse til Algier. Samme år blev han admiralitets-medicus, senere kongelig livlæge og etatsråd.
Han var i sin tid en meget anset læge i København fordi han gik frem efter, for sin tid, meget videnskabelige metoder. Han udgav en stor mændge bøger, bl.a. De dysenteria epidemica Havniæ et par Sjællandiam 1766 grassante Bind 1+2 (1767-1768), doktorafhandlingen Diarium medicum navale etc (1774) og flere afhandlinger i Det Kongelige Medicinske Selskabs skrifter.

## Note
1. ↑  Nordisk Conversations-Lexicon, bind 1, s. 11, Kjøbenhavn, 1858